# 舟津川 (福島県)
舟津川（ふなつがわ）は、福島県郡山市を流れる阿賀野川水系の一級河川である。

## 地理
郡山市の湖南町の山地を水源とし、同町の猪苗代湖に注ぐ川。猪苗代湖河口付近の桜並木や支流の清水川の梅花藻などで知られる。

## 支流
下流より記載
- 中地川
  - 清水川
  - 中川
- 清川
- 小谷川
  - 小屋川
- 千爺川

## 舟津川の桜並木
郡山市湖南町舟津の福島県道376号湖南湊線舟津橋から猪苗代湖河口にかけての約500mの川の両岸に植えられたソメイヨシノの桜並木。地元の「水と緑を守る舟津川愛護会」が堤防沿いに植えている菜の花やスイセンもほぼ同時期に見頃を迎え、春の磐梯山や猪苗代湖を背景に咲く花を楽しめる。見頃は郡山市街地より遅く、4月下旬から5月初め頃。

### アクセス
- 磐越西線上戸駅から会津バス勝田内=上戸（駅）=磐梯熱海駅線に乗車し（約21分）「舟津公園入口」下車徒歩5分
- 東北自動車道郡山南ICより車で県道6号郡山湖南線経由で約30分

## 清水川の梅花藻

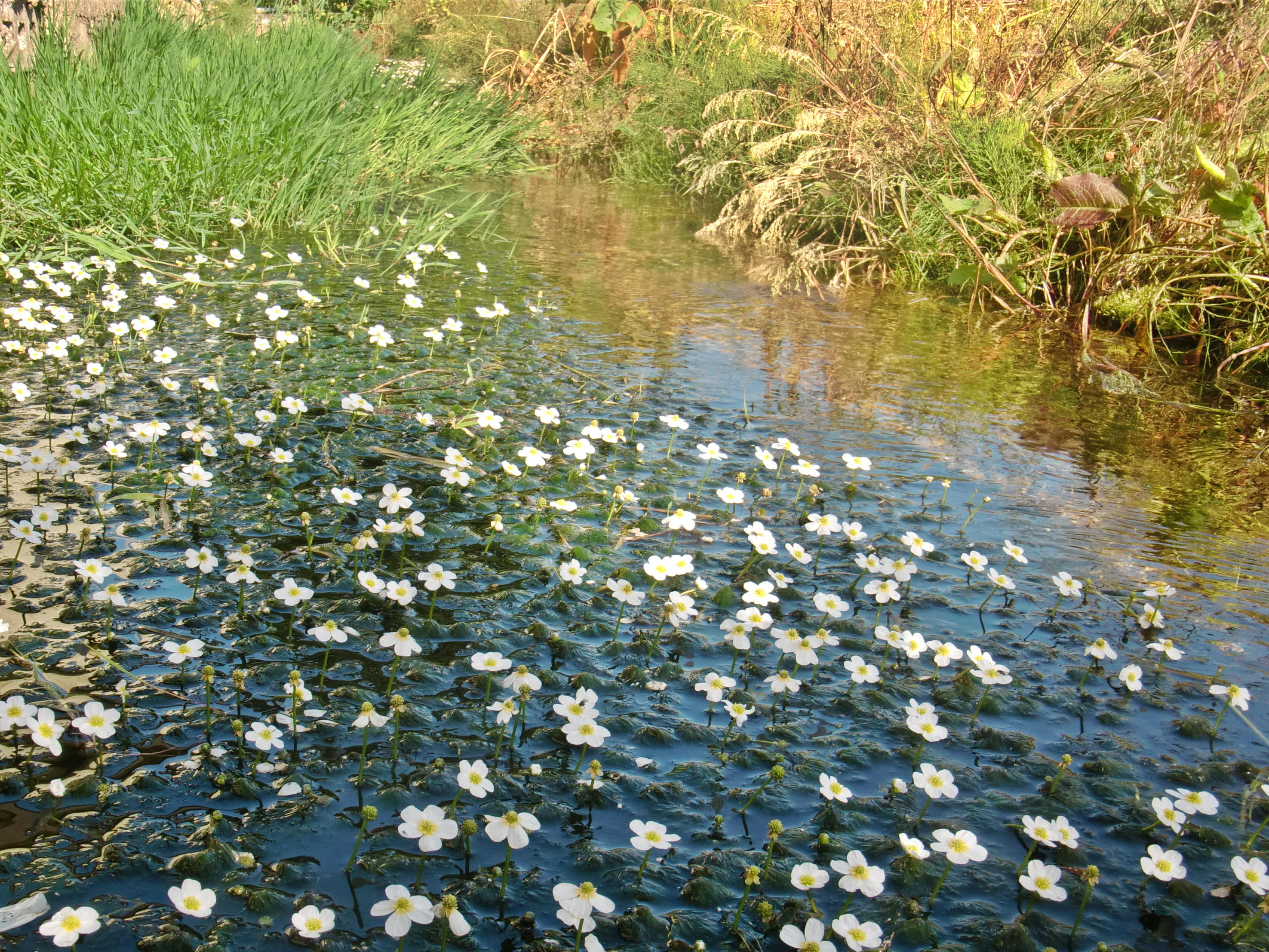
清水川の梅花藻

郡山市湖南町中野の集落内を流れる清水川に生える梅花藻。同地区では金魚草と呼ばれる。地元の「中野地区環境を守る会」などにより保護され、福島県道6号郡山湖南線沿いには案内の看板が立つ。見頃は6月から8月頃。

### アクセス
- 磐越西線上戸駅から会津バス勝田内=上戸（駅）=磐梯熱海駅線に乗車し（約22分）「中野三森別」下車徒歩5分
- 東北自動車道郡山南ICより車で県道6号郡山湖南線経由で約25分